# صلاح الدين الفسي
صلاح فيسي أو صلاح الدين فيسي، من مواليد 15 نوفمبر 1956، هو لاعب كرة قدم دولي تونسي سابق
.
كان يلعب في مركز حارس مرمى ضمن صفوف النادي الإفريقي التونسي.

## السيرة الذاتية
في ظل المنافسة مع الصادق ساسي ومختار النايلي، ولاحقًا سليم بن عثمان، استطاع أن يبرز ويثبت مكانته كحارس أساسي في مركز تتنافس عليه أسماء كبيرة. اشتهر بمهارته في التصدي لركلات الجزاء، بل وأحيانًا في تنفيذها، لكنه عانى أحيانًا من قلة الانتشار الإعلامي مقارنةً بمنافسيه.

## المسيرة
- 1976 - 1989 : النادي الإفريقي (تونس)

## وصلات خارجية
- صلاح الدين الفسي على موقع الاتحاد الدولي (مؤرشف)  (الإنجليزية)
- صلاح الدين الفسي على موقع ناشيونال فوتبول تيمز (الإنجليزية)
- صلاح الدين الفسي على موقع أوليمبيديا (الإنجليزية)